# Élections à l'Assemblée d'Estrémadure de 2023
Les élections à l'Assemblée d'Estrémadure de 2023 (en espagnol : Elecciones a la Asamblea de Extremadura de 2023) se tiennent le dimanche 28 mai 2023, afin d'élire les 65 députés de la XIe législature de l'Assemblée d'Estrémadure pour un mandat de quatre ans.

## Mode de scrutin
L'Assemblée d'Estrémadure (Asamblea de Extremadura) est une assemblée parlementaire monocamérale constituée de 65 députés (diputados), élus pour une législature de quatre ans au suffrage universel direct selon les règles du scrutin proportionnel d'Hondt par l'ensemble des personnes résidant dans la communauté autonome où résidant momentanément à l'extérieur de celle-ci, si elles en font la demande.

### Convocation du scrutin
Conformément à l'article 16 du statut d'autonomie de l'Estrémadure, l'Assemblée est élue pour un mandat de quatre ans. L'article 22 de la loi électorale estrémègne du 16 mars 1987 précise que les élections sont convoquées par le président d'Estrémadure au moyen d'un décret publié le cinquante-quatrième jour précédant la date retenue pour les élections,.

### Nombre de députés par circonscription
Puisque l'article 17 du statut d'autonomie prévoit que « le nombre maximum de députés est de 65 » et que « la province sera la circonscription électorale », l'article 18 de la loi électorale dispose que le nombre de parlementaires est fixé à 65 et attribue à chaque circonscription 20 sièges, les 25 mandats restant étant distribués en fonction de la population provinciale.
Le décret de convocation des élections, publié le 4 avril 2023, dispose que la circonscription de Badajoz se voit attribuer 36 députés et la circonscription de Cáceres 29 députés.
| Circonscriptions | Députés | Carte                                 |
| ---------------- | ------- | ------------------------------------- |
| Badajoz          | 36      | Nombre de députés par circonscription |
| Cáceres          | 29      | Nombre de députés par circonscription |

### Présentation des candidatures
Peuvent présenter des candidatures, : 
- les partis et fédérations de partis inscrits auprès des autorités ;
- les coalitions de partis et/ou fédérations inscrites auprès de la commission électorale au plus tard dix jours après la convocation du scrutin ;
- et les électeurs de la circonscription, s'ils représentent au moins 2 % des inscrits.

### Répartition des sièges
Seules les listes ayant recueilli au moins 5 % des suffrages valides — qui correspondent au total des suffrages exprimés et des votes blancs — dans une circonscription peuvent participer à la répartition des sièges à pourvoir dans cette circonscription, qui s'organise en suivant différentes étapes : 
- les listes sont classées en une colonne par ordre décroissant du nombre de suffrages obtenus ;
- les suffrages de chaque liste sont divisés par 1, 2, 3... jusqu'au nombre de députés à élire afin de former un tableau ;
- les mandats sont attribués selon l'ordre décroissant des quotients ainsi obtenus[9].

## Campagne

### Principales forces politiques
| Force politique | Force politique                                                          | Force politique                                      | Chef de file                         | Idéologie                                                                       | Résultats en 2019          |
| --------------- | ------------------------------------------------------------------------ | ---------------------------------------------------- | ------------------------------------ | ------------------------------------------------------------------------------- | -------------------------- |
|                 | Parti socialiste ouvrier espagnol (es) Partido Socialista Obrero Español | PSOE                                                 | Guillermo Fernández Vara (Président) | Centre gauche Social-démocratie, progressisme, régionalisme                     | 46,8 % des voix 34 députés |
|                 | Parti populaire (es) Partido Popular                                     | PP                                                   | María Guardiola                      | Centre droit à droite Libéral-conservatisme, démocratie chrétienne, unionisme   | 27,5 % des voix 20 députés |
|                 | Ciudadanos (fr) Citoyens                                                 | Cs                                                   | Fernando Baselga                     | Centre droit à droite Libéralisme, réformisme, unionisme                        | 11,1 % des voix 7 députés  |
|                 | Unidas por Extremadura (fr) Unies pour l'Estrémadure                     | Unidas por Extremadura (fr) Unies pour l'Estrémadure | Irene de Miguel (en)                 | Gauche à extrême gauche Progressisme, socialisme démocratique, antimondialisme  | 7,2 % des voix 4 députés   |
|                 | Vox                                                                      | Vox                                                  | Ángel Pelayo Gordillo                | Droite radicale à extrême droite Néo-franquisme, centralisme, ultranationalisme | 4,7 % des voix 0 député    |

## Résultat

### Participation
| Taux de participation | En 2019 | En 2023 | Différence |
| --------------------- | ------- | ------- | ---------- |
| à 14 heures           | 38,71 % | 41,65 % | 2,94       |
| à 18 heures           | 51,96 % | 57,12 % | 5,16       |
| à 20 heures           | 71,34 % | 70,35 % | 0,99       |

### Voix et sièges

#### Total régional
| Représentation en hémicycle sur un axe gauche-droite du résultat. |                                          |         |        |       |        |               |
| Partis                                                            | Partis                                   | Voix    | %      | +/-   | Sièges | +/-           |
|                                                                   | Parti socialiste ouvrier espagnol (PSOE) | 244 227 | 39,90  | 6,86  | 28     | 6             |
|                                                                   | Parti populaire (PP)                     | 237 384 | 38,78  | 11,31 | 28     | 8             |
|                                                                   | Vox                                      | 49 798  | 8,14   | 3,43  | 5      | 5             |
|                                                                   | Unidas por Extremadura                   | 36 836  | 6,02   | 1,18  | 4      | en stagnation |
|                                                                   | Juntos por Extremadura (JUEx)            | 15 559  | 2,54   | Nv.   | 0      | en stagnation |
|                                                                   | Ciudadanos (Cs)                          | 5 463   | 0,89   | 10,22 | 0      | 7             |
|                                                                   | Levanta Extremadura (LEVANTA)            | 4 679   | 0,76   | Nv.   | 0      | en stagnation |
|                                                                   | Autres                                   | 9 429   | 1,54   | –     | 0      | en stagnation |
|                                                                   | Blanc                                    | 8 721   | 1,42   | 0,51  |        |               |
|                                                                   |                                          |         |        |       |        |               |
| Votes valides                                                     | Votes valides                            | 612 096 | 97,77  |       |        |               |
| Votes nuls                                                        | Votes nuls                               | 13 937  | 2,23   |       |        |               |
| Total                                                             | Total                                    | 626 033 | 100,00 | –     | 65     | en stagnation |
| Abstentions                                                       | Abstentions                              | 263 803 | 29,65  |       |        |               |
| Inscrits / Participation                                          | Inscrits / Participation                 | 889 836 | 70,35  |       |        |               |

#### Par circonscription
|             |             |         |         |               |               |         |         |               |               |  |  |  |  |  |  |  |  |  |  |
| Sièges      | Sièges      | 36      | 36      | en stagnation | en stagnation | 29      | 29      | en stagnation | en stagnation |  |  |  |  |  |  |  |  |  |  |
|             |             |         |         |               |               |         |         |               |               |  |  |  |  |  |  |  |  |  |  |
|             |             | Nombre  | Nombre  | %             | %             | Nombre  | Nombre  | %             | %             |  |  |  |  |  |  |  |  |  |  |
| Inscrits    | Inscrits    | 550 642 | 550 642 | 100,00        | 100,00        | 339 194 | 339 194 | 100,00        | 100,00        |  |  |  |  |  |  |  |  |  |  |
| Abstentions | Abstentions | 160 954 | 160 954 | 29,23         | 29,23         | 102 849 | 102 849 | 30,32         | 30,32         |  |  |  |  |  |  |  |  |  |  |
| Votants     | Votants     | 389 688 | 389 688 | 70,77         | 70,77         | 236 345 | 236 345 | 69,68         | 69,68         |  |  |  |  |  |  |  |  |  |  |
| Nuls        | Nuls        | 8 814   | 8 814   | 2,26          | 2,26          | 5 123   | 5 123   | 2,17          | 2,17          |  |  |  |  |  |  |  |  |  |  |
| Exprimés    | Exprimés    | 380 874 | 380 874 | 97,74         | 97,74         | 231 222 | 231 222 | 97,83         | 97,83         |  |  |  |  |  |  |  |  |  |  |
|             |             |         |         |               |               |         |         |               |               |  |  |  |  |  |  |  |  |  |  |
| Partis      | Partis      | Voix    | %       | Sièges        | +/-           | Voix    | %       | Sièges        | +/-           |  |  |  |  |  |  |  |  |  |  |
|             | PSOE        | 157 071 | 41,24   | 16            | 4             | 87 156  | 37,69   | 12            | 2             |  |  |  |  |  |  |  |  |  |  |
|             | PP          | 144 595 | 37,96   | 15            | 5             | 92 789  | 40,13   | 13            | 3             |  |  |  |  |  |  |  |  |  |  |
|             | VOX         | 30 297  | 7,95    | 3             | 3             | 19 501  | 8,43    | 2             | 2             |  |  |  |  |  |  |  |  |  |  |
|             | Unidas      | 22 717  | 5,96    | 2             | en stagnation | 14 119  | 6,11    | 2             | en stagnation |  |  |  |  |  |  |  |  |  |  |
|             | JUEx        | 12 376  | 3,25    | 0             | en stagnation | 3 183   | 1,38    | 0             | en stagnation |  |  |  |  |  |  |  |  |  |  |
|             | Cs          | 3 538   | 0,93    | 0             | 4             | 1 925   | 0,83    | 0             | 3             |  |  |  |  |  |  |  |  |  |  |
|             | LEVANTA     | 1 491   | 0,39    | 0             | en stagnation | 3 188   | 1,38    | 0             | en stagnation |  |  |  |  |  |  |  |  |  |  |
|             | Autres      | 3 196   | 0,84    |               |               | 6 233   | 2,70    |               |               |  |  |  |  |  |  |  |  |  |  |
|             | Blanc       | 5 593   | 1,47    | 3 128         | 1,35          |         |         |               |               |  |  |  |  |  |  |  |  |  |  |